# ГЕС Вождя Джозефа
ГЕС Вождя Джозефа — гідроелектростанція у штаті Вашингтон (Сполучені Штати Америки). Знаходячись між ГЕС Гранд-Кулі (вище за течією) та ГЕС Веллз, входить до складу каскаду на річці Колумбія, котра починається у Канаді та має устя на узбережжі Тихого океану на межі штатів Вашингтон та Орегон.
У межах проекту річку перекрили бетонною греблею висотою 72 метри, довжиною 1817 метрів та товщиною від 7 (по гребеню) до 500 (по основі) метрів, яка потребувала 1682 тис. м3 матеріалу. Вона утримує витягнуте по долині Колумбії на 82 км водосховище Руфус-Вудс-Лейк з площею поверхні 34 км2 та об'ємом 639 млн м3, в якому припустиме коливання рівня у операційному режимі між позначками 283 та 291 метри НРМ.
Через водоводи діаметром по 7,6 метра ресурс надходить до пригреблевого машинного залу. Тут розміщено 27 турбін типу Френсіс, з яких 16 мають потужність по 88,3 МВт, а ще 11 по 109,3 МВт (крім того, для забезпечення власних потреб станції існують два допоміжні агрегати по 3 МВт). Турбіни введеної в експлуатацію у 1958—1961 роках першої черги працюють при напорі від 45 до 54 метрів, тоді як 11 агрегатів другої черги використовують напір від 40 до 60 метрів. Сукупний річний виробіток станції становить 9,8 млрд кВт-год електроенергії.
Видача продукції відбувається по ЛЕП, розрахованих на роботу під напругою 540 та 230 кВ.